# 塔尔西
塔尔西是拉脱维亚西部塔爾西市鎮内的城镇及其行政中心。